# Leiopus femoratus
Leiopus femoratus är en skalbaggsart som beskrevs av Leon Fairmaire 1859. Leiopus femoratus ingår i släktet Leiopus och familjen långhorningar.
Artens utbredningsområde är:
- Frankrike.
- Iran.
- Ukraina.

Arten har ej påträffats i Sverige. Inga underarter finns listade i Catalogue of Life.